# RS-532
Pour les articles homonymes, voir Route 532.
La RS-532 est une route locale du Centre-Ouest de l'État du Rio Grande do Sul qui relie la municipalité de Mata à l'embranchement avec la BR-287, sur le territoire de la commune de São Vicente do Sul. Elle dessert ces deux seules communes et est longue de 13 km. Elle permet d'accéder à la forêt pétrifiée de Mata.